# Nudo e crudo
Nudo e crudo (Eddie Murphy Raw) è un film del 1987 di Robert Townsend, interpretato da Eddie Murphy. La pellicola mostra la sera dello spettacolo fatto da Murphy al Felt Forum, un teatro del Madison Square Garden di New York, nello stesso anno.

## Trama
Nello show, l'attore intrattiene il pubblico semplicemente parlando dei suoi argomenti preferiti, sesso e donne, adottando un linguaggio molto crudo (per l'appunto, il «raw» del titolo originale) e sboccato. Lo spettacolo dal vivo è inoltre introdotto da una breve sequenza filmata, ambientata durante l'infanzia di Murphy e legata ai suoi primi momenti d'interesse per la comicità.